# Kemetismo ortodoxo
El kemetismo ortodoxo es una rama del kemetismo, y religión moderna basada en las prácticas del Antiguo Egipto, conocidas o supuestas. El término deriva de Kemet (Kmt), la "Tierra negra", uno de los nombres que se daba al país cuando los faraones gobernaban las Dos Tierras de Nubia.
Esta religión, más que al neopaganismo, pertenece al tradicionalismo africano. El kemetismo es la práctica de la religión antigua intentando reconstruir el modo en que se hacía en el pasado. Por ello su práctica requiere un compromiso de preservar la herencia cultural; no sólo se necesita fe, sino un gran esfuerzo y tiempo dedicado a leer y a aprender.

## Kemetismo ortodoxo
La religión kemética ortodoxa fue fundada por la Nisut (AUS), Su Santidad Hekatawy I Tamara L. Siuda, a finales de la década de 1980 en Estados Unidos. La Casa de Netjer (proncunciado "netcher") (la Casa de Dios) “The House of Netjer”, hoy día el principal templo de la fe kemética ortodoxa. Tiene miembros en más de la mitad de los estados de Estados Unidos y en más de quince países del mundo.
No todo el que sigue a los dioses egipcios es kemético ortodoxo, del mismo modo que no todo el que sigue a Jesús es católico. Kemético ortodoxo es aquel unido a la Casa de Netjer, y que ha tomado a la Nisut como líder espiritual.

### Creencias
Esta fe es una religión monólatra. Monolatría es un concepto diferente del monoteísmo, donde se cree que dios se manifiesta única y exclusivamente de una forma, diferente también del politeísmo, donde muchos dioses aparecen en muchas formas diferentes y distinguidas. Monolatría es una forma especial de politeísmo, teniendo una estructura de muchos dioses sin embargo permitiendo la comprensión de todos, siendo parte de una fuente divina.
Una religión monólatra tiene una fuerza divina (Netjer, en la lengua kemética, significa “poder divino”) que por su parte es compuesta por otras partes separadas aunque íntimamente interligadas, como un equipo que puede ser definido como una entidad (la suma de sus partes) y por sus miembros individualmente. Cada uno de los “dioses y diosas” del antiguo Egipto, aunque son claramente diferenciados unos de los otros en algunos aspectos, pero no claramente en otros, también representan un aspecto de Netjer, como sus nombres.
Netjer no es un dios, ningún dios egipcio se llama de ese modo. Al decir "Netjer" se habla de algo abstracto, la fuente primordial divina de la que todo surgió, incluidos los dioses y diosas. Cuando se habla de Netjer, se hace a todos los dioses colectivamente; para referirse a una manifestación divina surgida de esa fuente primordial, se hace por su nombre (ej: Anubis, Osiris, Isis, etc.), que también son Netjer o Netjeret (es decir, un poder divino).
Los que practican la religión kemética deben vivir en y por Maat, lo cual implica ser responsables por las acciones que cada uno realiza diariamente. 
Maat es el término más importante dentro de la filosofía y religión kemética. Por un lado es una Netjeret (diosa), representada con una pluma en la cabeza, y por el otro es un concepto abstracto, El concepto. En egipcio antiguo significa literalmente "verdad". Maat era el orden, el equilibrio, la verdad y la justicia universal personificada; era armonía, aquello correcto, lo que las cosas deberían ser. Sin Maat, el universo retornaría al caos ya que, gracias a ella, funciona de un modo racional y ordenado.
Al mismo tiempo –y he aquí tal vez lo más complicado de comprender– Maat no es buena ni mala. Maat simplemente es, y está más allá de la ética. Es por ello que durante el juicio en el más allá, Maat, es representada por la pluma de la balanza que contrapesa el corazón del difunto, no elige partes, no tiene favoritos, simplemente contrapesa lo que es depositado en los platillos. Maat es un proceso que se pone en marcha a partir de acciones; reacciona al actuar humano y mueve las piezas de modo que el equilibrio sea restablecido siempre. Toda acción tiene una reacción, y ella es consecuencia de Maat.
Otro pilar de esta fe son las 42 confesiones negativas, recitadas por el fallecido durante el juicio en el más allá, y que constituyen un equivalente a los mandamientos cristianos.
En la religión egipcia no se cree en ningún diablo o Satanás. El dios Seth, que muchas veces en fuentes no académicas se lo relaciona con el mal, es un dios, y por lo tanto se encuentra dentro de Maat. Seth simbolizaba el cambio brusco, el caos necesario. La muerte de Osiris, en sus fuentes iniciales, había sido producto de un accidente, ya que durante una tormenta (producida por Seth), el Nilo se desbordó y arrastró a Osiris que murió ahogado en sus aguas. Más tarde, con la expulsión de los hicsos y la influencia griega, el relato comenzó a ser modificado hasta terminar en la versión más conocida de Plutarco en la cual, Seth, descuartiza a su hermano luego de matarlo.
Esta última versión no es aceptada por la religión kemética ortodoxa.
En la mitología egipcia, lo contrario de Maat era Isfet, que se manifestaba a través de su lenguaje (la mentira) y su acción (el mal). También estaba Apep, una gigantesca serpiente que todas las noches intentaba destruir al dios del Sol, Ra, pero en la misma mitología, era Seth quien iba en la barca solar para protegerlo y vencer a la serpiente cada día.

### Práctica
La religión kemética ortodoxa está dividida en tres categorías principales de devoción. La primera es el servicio formal, en rituales hechos por sacerdotes. Esas prácticas tal vez sean las más conocidas de la antigüedad a causa de los textos preservados en papiros y muros de los templos antiguos. Muy poco modificados a través de los milenios, esos rituales son preservados por los sacerdotes keméticos ortodoxos del modo más cercano a los originales como sea posible. Como ejemplo podemos citar el Ritual de la Casa de la Mañana (“Rite of the House of the Morning”), un ritual diario, al amanecer, junto con invocaciones y adoraciones a Necher por un nuevo día. Cada nacimiento del Sol es importante, como una representación física y simbólica de la eterna reafirmación de que Ma'at fue preservada y que la vida va a continuar existiendo. 
La segunda categoría de la devoción kemética ortodoxa son los rituales personales: la práctica de la devoción de todos los seguidores, sean sacerdotes o no. El fundamento de la fe kemética ortodoxa está en un ritual universal llamado Senut: cada devoto, sea de la congregación o sacerdote, y aún la Nisut (AUS), reza diariamente una serie de oraciones en un altar particular para comunicarse con y adorar a Netjer. Aunque este ritual sea simple en comparación con la pompa y fanfarria de los rituales formales, él forma la columna de sustentación de toda la práctica de rituales de la religión, y constituye su sacramento más importante. 
La tercera categoría de la devoción kemética ortodoxa consiste en la devoción a los ancestros. Los Akhu (pronunciado Aju), o los muertos bendecidos, que están un paso más cerca de Netjer que un humano mortal. Se reverencian los ancestros al recordarlos y se les venera ofreciéndoles ofrendas, a cambio ellos protegen y cuidan a los vivos.
Existen tres niveles básicos de participación:
Remetj: son miembros que si bien están interesados en la práctica de la religión, no la tienen como fe principal.
Shemsu: son aquellos que deciden convertirse completamente, realizando un juramento de servir a las deidades egipcias sobre cualquier otro culto. Sin embargo, un Shemsu puede continuar practicando otras religiones.
Shemsu-Ankh: aquellos que deciden dar un paso más allá. Juran servir a la Nisut (AUS) y a toda la comunidad.
La religión kemética ortodoxa no se considera el único camino verdadero ni la única verdad, ni la única religión kemética, por lo que su visión de otros cultos es completamente respetuosa.

## Nisut Hekatawy I - Líder espiritual de la religión
Su nombre en inglés es Tamara L. Siuda. Sin embargo, los miembros de su fe también la conocen como Su Santidad, Sejenet-Maat-Ra setep-en-Ra Hekatawy I, Nisut-Bity de la fe Kemética Ortodoxa, o simplemente como Hemet (una antigua palabra que puede traducirse como “majestad” o “santa encarnación”). 
Nisut-Bity, a veces traducido como "Soberano" (el que Gobierna) o "Él/la del junco y la abeja," es el antiguo nombre de Trono de un personaje llamado "faraón": hoy, como en la antigüedad, el líder espiritual y cultural de la nación Kemética.
Al ser coronada, la Nisut es encomendada de cumplir la voluntad de Netjer y actuar como eslabón y puente físico y espiritual entre los devotos y Netjer. Como la actual Nisut-bity (muchas veces abreviado como "Nisut"), Su Santidad es reconocida por los keméticos ortodoxos como la encarnación actual del ka real, o el espíritu de (Horus), el aspecto kemético de la divinidad encarnada en sus líderes espirituales.  Al ser coronada, la 196° Nisut, recibió nombres keméticos, señalando sus responsabilidades espirituales y determinando el curso de su misión dentro de la religión kemética ortodoxa. La coronación tuvo lugar en Egipto, en 1996, en los mismos lugares tradicionales donde los antiguos rituales eran realizados.